# 浅野順平
浅野 順平（あさの じゅんぺい、1856年1月21日（安政2年12月14日） – 1925年（大正14年）9月23日）は、日本の衆議院議員。

## 経歴
加賀国河北郡高松村（現在の石川県かほく市）に浅野平七の五男として生まれ、1880年（明治13年）より石川県会議員を6期務めた。1885年（明治18年）、第四高等中学校（のち第四高等学校、金沢大学の前身）の設置にあたって、北陸四県連合会議員に就任し、金沢への誘致を成功に導いた。
1890年（明治23年）、第1回衆議院議員総選挙に出馬し、当選。以後、当選回数は8回を数えた。
また、金沢電気株式会社取締役、北陸新聞社長などを兼ねた。